# Ólafur Guðmundsson
Ólafur Andrés Guðmundsson, né le 13 mai 1990 à Hafnarfjörður, est un handballeur international islandais.

## Biographie
En 2021, après neuf saisons à IFK Kristianstad entrecoupées d'un peu plus d'une saison au TSV Hannover-Burgdorf, il signe un contrat d'un an au Montpellier Handball.

## Palmarès

### Équipe nationale
Championnat d'Europe
- médaille de bronze au Championnat d'Europe 2010
- 5e place au Championnat d'Europe 2014
- 13e place au Championnat d'Europe 2016
- 13e place au Championnat d'Europe 2018
- 11e place au Championnat d'Europe 2020

Championnat du monde
- 14e place au Championnat du monde 2017
- 11e place au Championnat du monde 2019
- 20e place au Championnat du monde 2021

sélections de jeunes
- finaliste du Championnat du monde jeunes en 2009 (en)

### En club
- Championnat de Suède (3) : 2016, 2017, 2018
- Championnat du Danemark (1) : 2011
- Coupe du Danemark (1) : 2011.